# Ronald Kampamba
Ronald Kampamba (Kitwe, 1994. május 26. –) zambiai válogatott labdarúgó, jelenleg a Nkana Red Devils játékosa.

## Pályafutása

### Klubcsapatokban
2011-ben debütált az Nkana FC csapatánál. Három szezont játszott a zambiai csapatban, a zambiai első osztály gólkirálya lett, és segítette a klubját, hogy megnyerjék a zambiai első osztályú bajnokságot. A 2013–2014-es szezon végén az egyiptomi Vádí Dedzsla csapatához szerződött. 2015 szeptemberében a belga Lierse-hez került.

### A válogatottban
A zambiai labdarúgó-válogatottban 2011. november 29-én mutatkozott be az India elleni barátságos mérkőzésen. Első gólját a 2013-as CECAFA-kupában szerezte, egy Tanzánia elleni csoportmérkőzésen, majd itt a harmadik helyen végeztek. Emellett részt vett a 2015-ös afrikai nemzetek kupáján is.

## Sikerei, díjai
- zambiai bajnok: 2012–2013, 2013–2014
- Az év zambiai labdarúgója díj: 2014
- Az év zambiai ifjúsági játékosa: 2013